# دلاک
دلاک (به لاتین: Dalak) یک منطقهٔ مسکونی در افغانستان است که در ولایت بامیان واقع شده‌است.